# Lago Presidente Ríos
Lago Presidente Ríos är en sjö i Chile.   Den ligger i regionen Región de Aisén, i den södra delen av landet, 1 500 km söder om huvudstaden Santiago de Chile. Lago Presidente Ríos ligger 16 meter över havet. Arean är 313 kvadratkilometer. Den sträcker sig 46,7 kilometer i nord-sydlig riktning, och 43,9 kilometer i öst-västlig riktning.
I omgivningarna runt Lago Presidente Ríos växer i huvudsak blandskog. Trakten runt Lago Presidente Ríos är nära nog obefolkad, med mindre än två invånare per kvadratkilometer.